# Đồng phục ngành Thuế Việt Nam

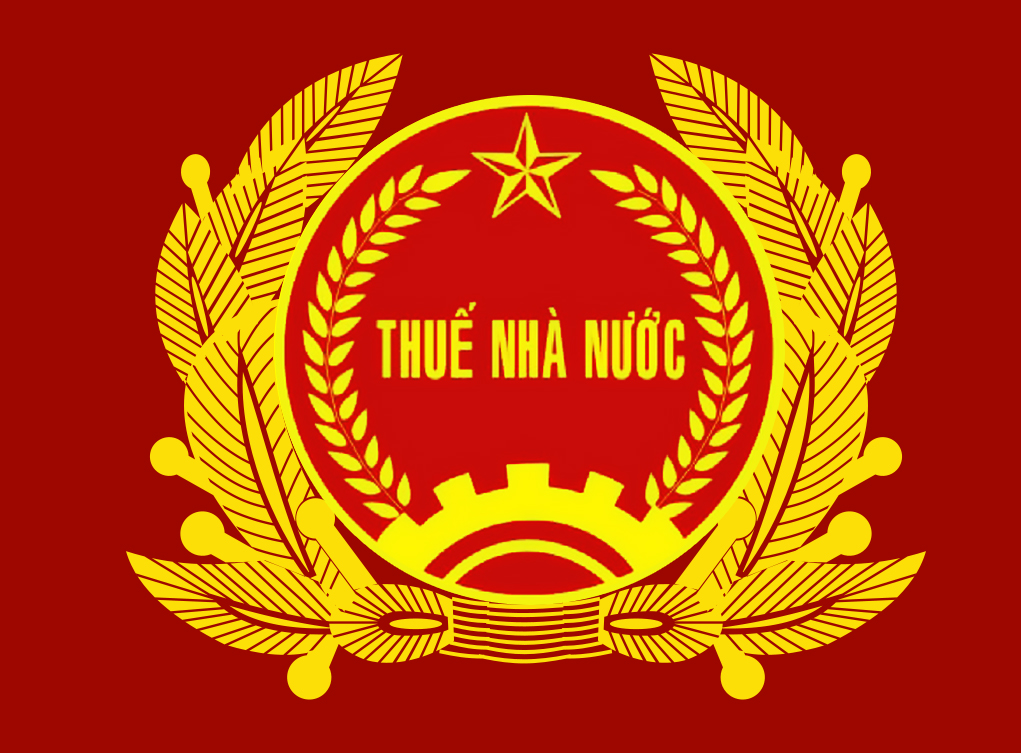
Phù hiệu ngành Thuế nhà nước Việt Nam phiên bản đầy đủ với cành tùng kép

Trang phục ngành thuế Việt Nam gồm phù hiệu, cấp hiệu, trang phục và biển hiệu công chức ngành Thuế Việt Nam được quy định trong quyết định Số: 593/QĐ-TTg ngày 15 tháng 04 năm 2013 của Thủ Tướng Chính Phủ. Phù hiệu, cấp hiệu, trang phục và biển hiệu công chức ngành Thuế Việt Nam được cấp phát cho công chức, viên chức làm việc trong các cơ quan thuế từ trung ương đến địa phương, phù hiệu, cấp hiệu, trang phục và biển hiệu công chức ngành thuế Việt nhằm thể hiện sự chuyên nghiệp, đồng bộ, nâng cao độ nhận diện và phân cấp phân quyền trong hệ thống ngành thuế Việt Nam. Hệ thống phù hiệu, cấp hiệu, trang phục và biển hiệu công chức ngành Thuế Việt Nam thế hệ mới được cấp phát toàn ngành lần đầu tiên vào tháng 7 năm 2021.

## Phù hiệu ngành Thuế Việt Nam

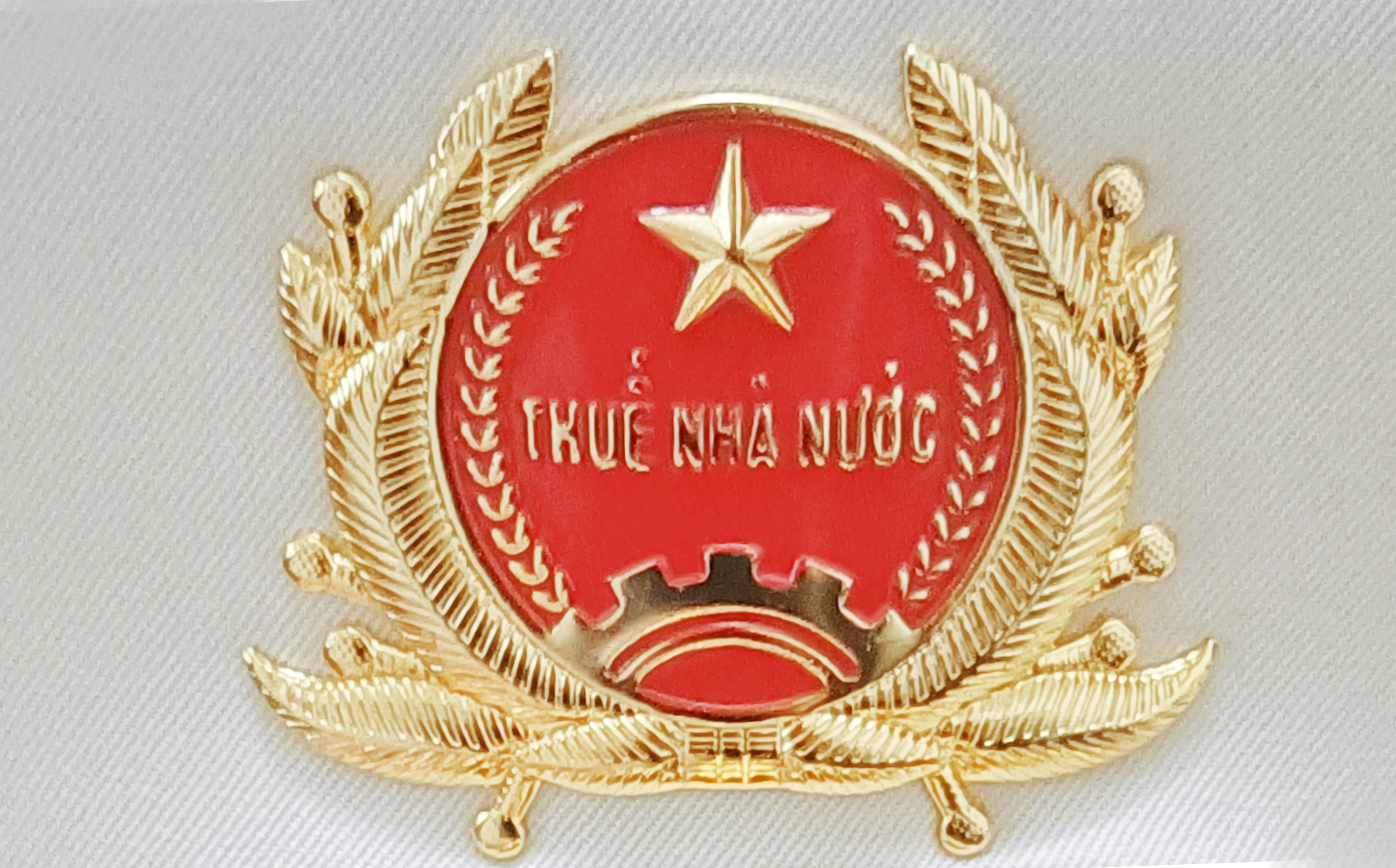
Phù hiệu ngành Thuế được gắn trên mũ kepi nam của công chức Thuế

Phù hiệu ngành Thuế là biểu tượng của ngành thuế, làm bằng kim loại, hình tròn, có bông lúa đối xứng hai bên và bánh răng bên dưới, ở giữa có ngôi sao năm cánh và dòng chữ "Thuế Nhà Nước" mạ vàng dập nổi trên nền màu đỏ, giống với tông màu cờ đỏ sao vàng của quốc kỳ Việt Nam, phù hiệu ngành Thuế gắn trên mũ kepi nam và mũ mềm nữ mũ có thêm cành tùng mạ vàng đối xứng ở hai bên. Phù hiệu ngành thuế được gắn trên mũ kepi, được in trên biển tên của công chức, được in dập nổi mạ vàng trên cúc áo vest thu đồng của công chức thuế toàn ngành.

## Cấp hiệu ngành Thuế Việt Nam

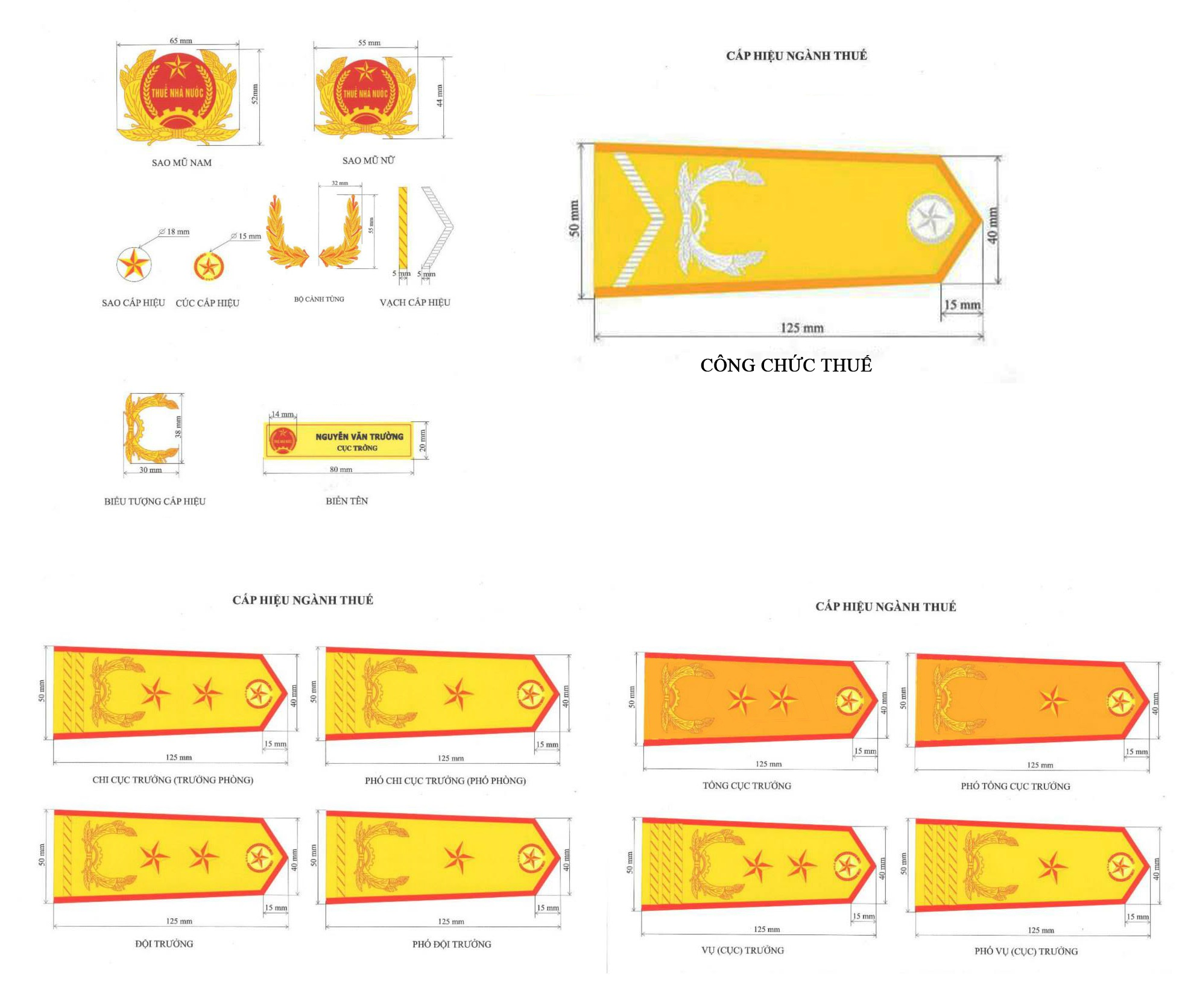
bản thiết kế cấp hiệu, phù hiệu, cành tùng cài áo, biển hiệu của Thuế Việt Nam

Cấp hiệu ngành thuế Việt Nam là hệ thống cấp hiệu sử dụng để phân biết vị trí, chức vụ trong công việc của công chức ngành thuế; Cấp hiệu ngành Thuế làm bằng chấp lượng vải nỉ màu vàng tươi, có hình chữ nhật vát nhọn một đầu, ở phía đầu vát nhọn có cúc cấp hiệp, ở trên mặt cấp hiệu có biểu trưng của ngành Thuế và các vạch, sao để phân biệt cấp bậc, viền cấp hiệu màu đen ( đối với lãnh đạo tổng cục thì viền đỏ ), với 1 vạch nhọn là công chức không giữ chức vụ lãnh đạo, quản lý, một vạch ngang là cấp đội, hai vạch ngang là lãnh đạo cấp phòng/ chi cục, ba vạch ngang là lãnh đạo cấp vụ/cục và tương đương, không có vạch và nền cấp hiệu màu cam là lãnh đạo cấp tổng cục; Hệ thống cấp hiệu được phân biệt như sau:

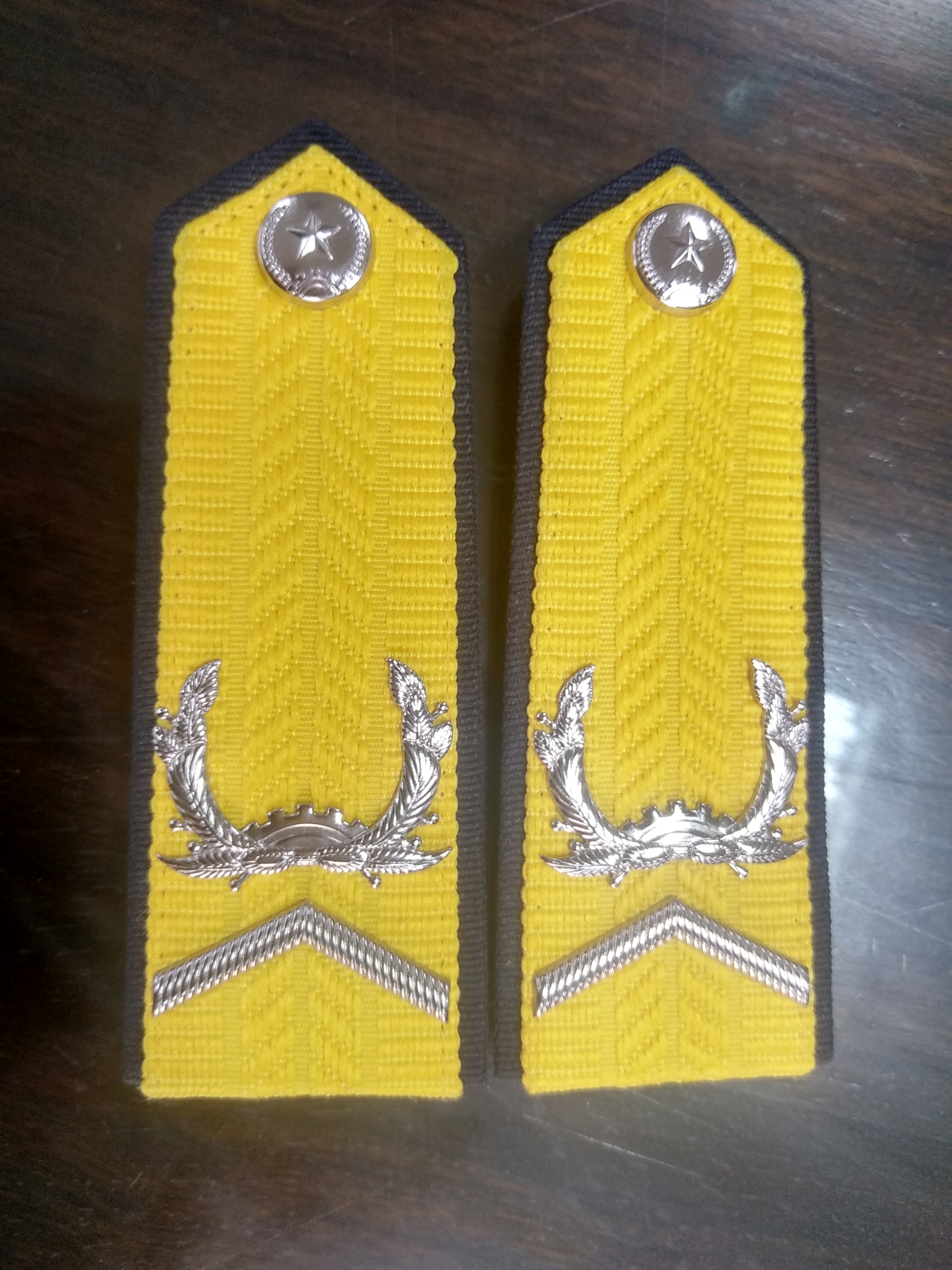
Cấp hiệu công chức không giữ chức vụ lãnh đạo, quản lý

- Công chức không giữ chức vụ lãnh đạo, quản lý: 1 vạch nhọn hình '>" trên cấp hiệu; Vạch cấp hiệu, biểu trưng, cúc cấp hiệu màu bạc.

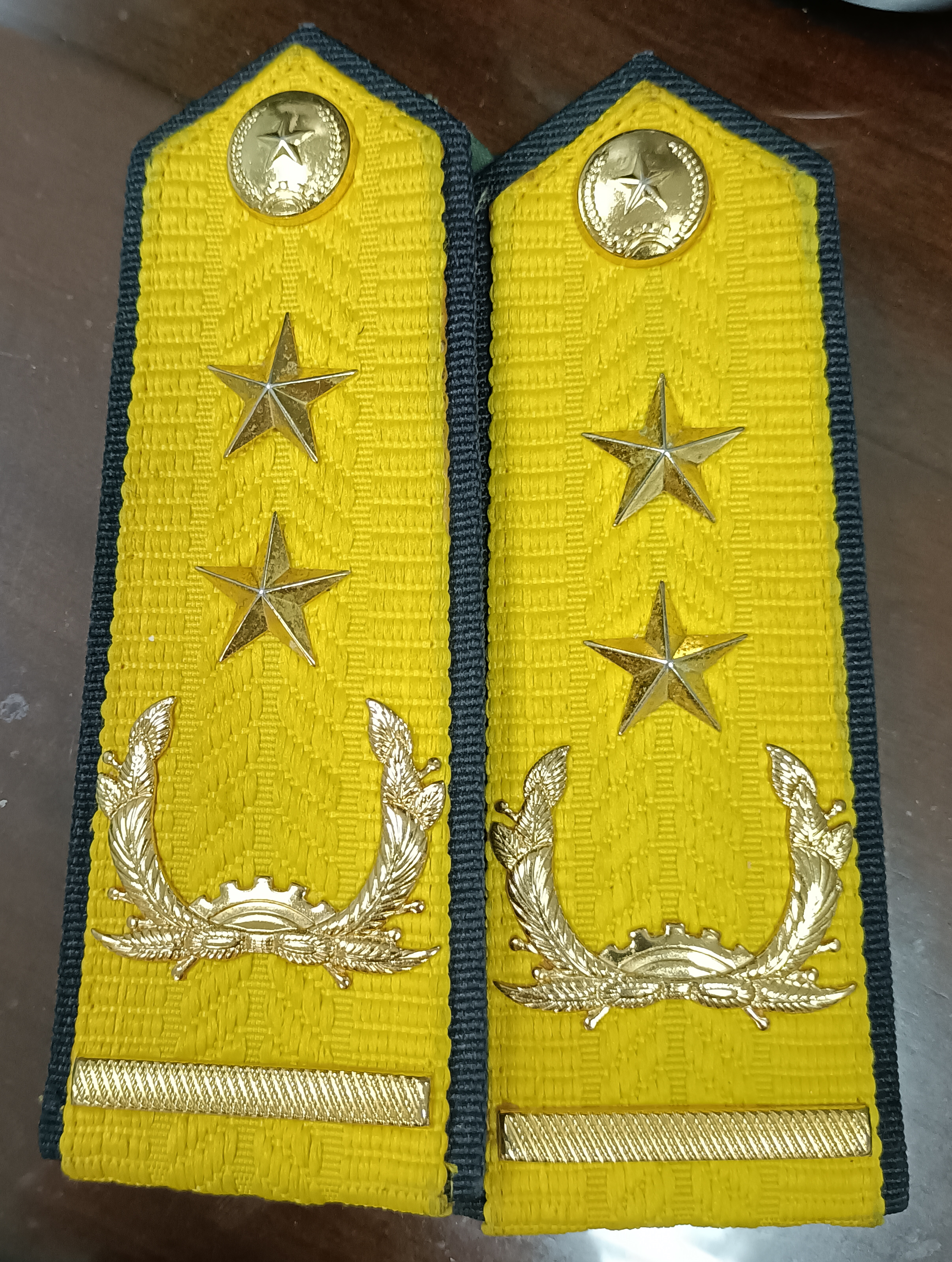
Cấp hiệu đội trưởng

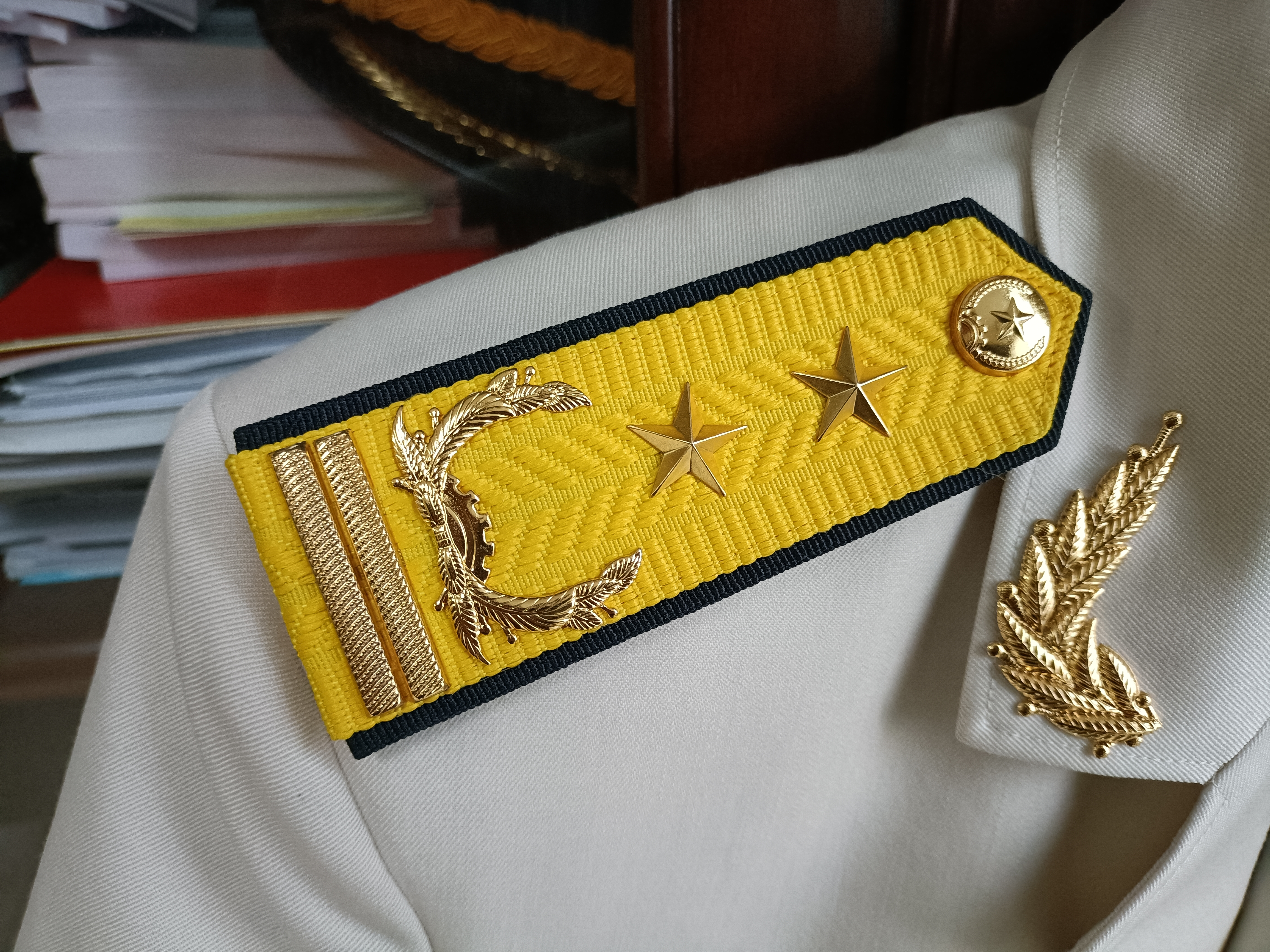
Cấp hiệu trưởng phòng/ chi cục trưởng được gắn trên áo lễ phục trắng và cành tùng mạ vàng đeo cổ áo

- Công chức giữ chức vụ lãnh đạo cấp đội và tương lương: 1 vạch 1 sao là cấp đội phó, 1 vạch 2 sao là cấp đội trưởng; Vạch cấp hiệu, biểu trưng, cúc cấp hiệu màu vàng.
- Công chức giữ chức vụ lãnh đạo cấp phòng, chi cục và tương đương: 2 vạch 1 sao là cấp phó phòng/chi cục phó, 2 vạch 2 sao là cấp trưởng phòng, chi cục trưởng; Vạch cấp hiệu, biểu trưng, cúc cấp hiệu màu vàng.
- Công chức giữ chức vụ lãnh đạo cấp vụ, cục và tương đương: 3 vạch 1 sao là cấp phó cục trưởng/ phó vụ trưởng, 3 vạch 2 sao là cấp cục trưởng/ vụ trưởng; Vạch cấp hiệu, biểu trưng, cúc cấp hiệu màu vàng.
- Lãnh đạo Tổng cục Thuế: cấp hiệu màu vàng cam, một sao không vạch là cấp phó tổng cục trưởng, cấp hiệu màu cam, hai sao không vạch là cấp tổng cục trưởng; Vạch cấp hiệu, biểu trưng, cúc cấp hiệu màu vàng.

## Đồng phục ngành Thuế Việt Nam
Đồng phục ngành Thuế là trang phục dành cho công chức ngành thuế được cấp phát định kỳ hàng năm , nhằm đảm bảo sự đồng bộ, chuyên nghiệp và nâng cao tính kỷ cương của công chức ngành thuế, đồng phục ngành thuế gồm có đồng phục xuân hè, đồng phục thu đông, lễ phục xuân hè, lễ phục thu đông, áo chống rét. Mặc dù đã được quy định trong quyết định Số: 593/QĐ-TTg ngày 15 tháng 04 năm 2013 của Thủ Tướng Chính Phủ, tuy nhiên hiện tại toàn ngành thuế vẫn chưa cấp phát áo chống rét theo quy định.

### Đồng phục xuân hè

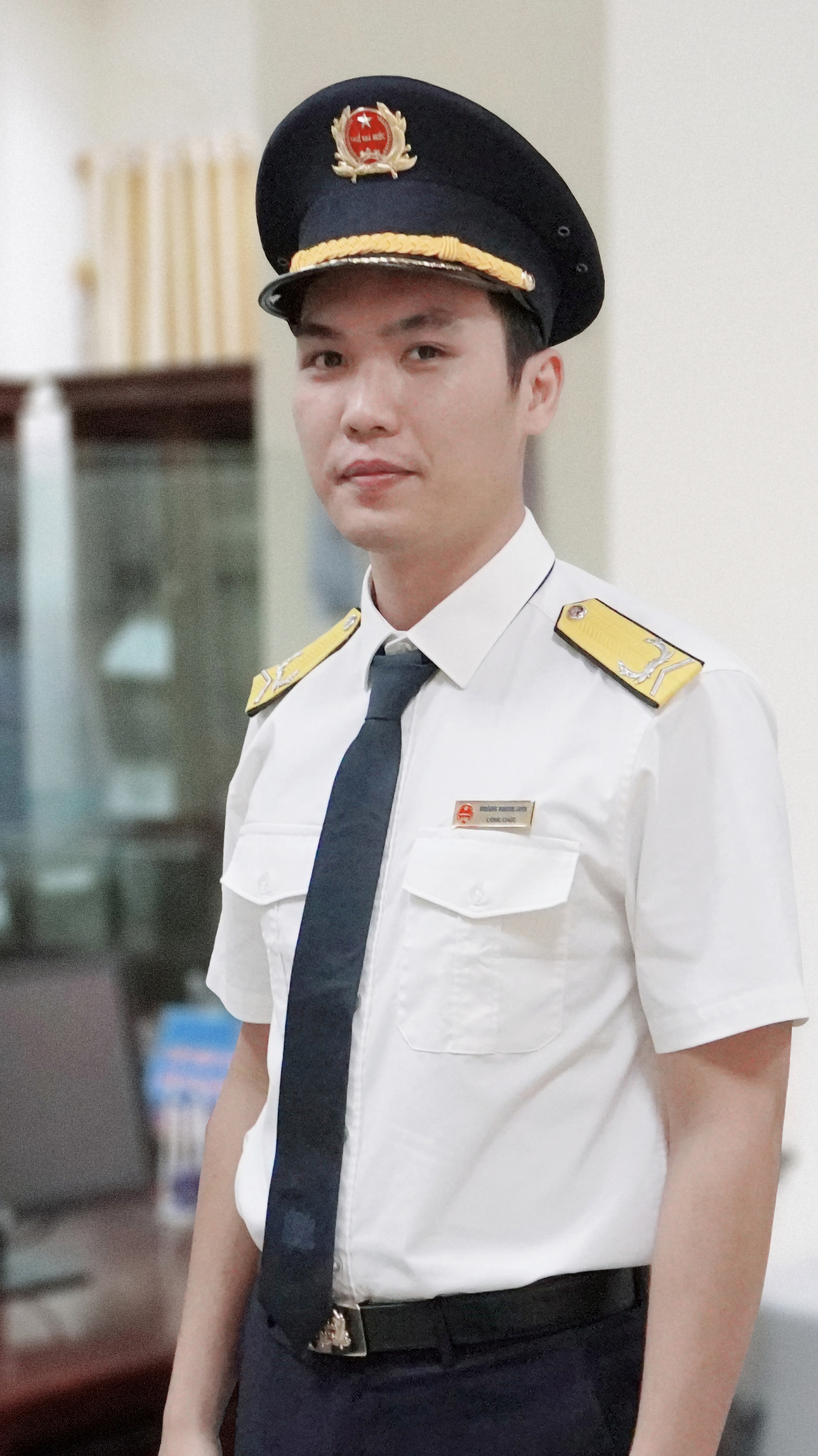
Đồng phục mùa hè ngành Thuế Việt Nam

Đồng phục xuân hè ngành thuế bao gồm áo sơ mi ngắn tay và áo dài tay màu trắng ngà, có đai để luồn cấp hiệu trên vai và có lỗ khuy để gắn biển tên, cúc áo bằng nhựa đồng màu với áo, quần dài xanh đen với nam và quần dài xanh đen, chân váy xanh đen với nữ, đồng phục xuân hè nam có hai túi chữ T trên ngực áo và có đơm lỗ để cài bút, đi kèm mũ kepi nam màu xanh đen và mũ mềm nữ màu xanh đen

### Đồng phục thu đông

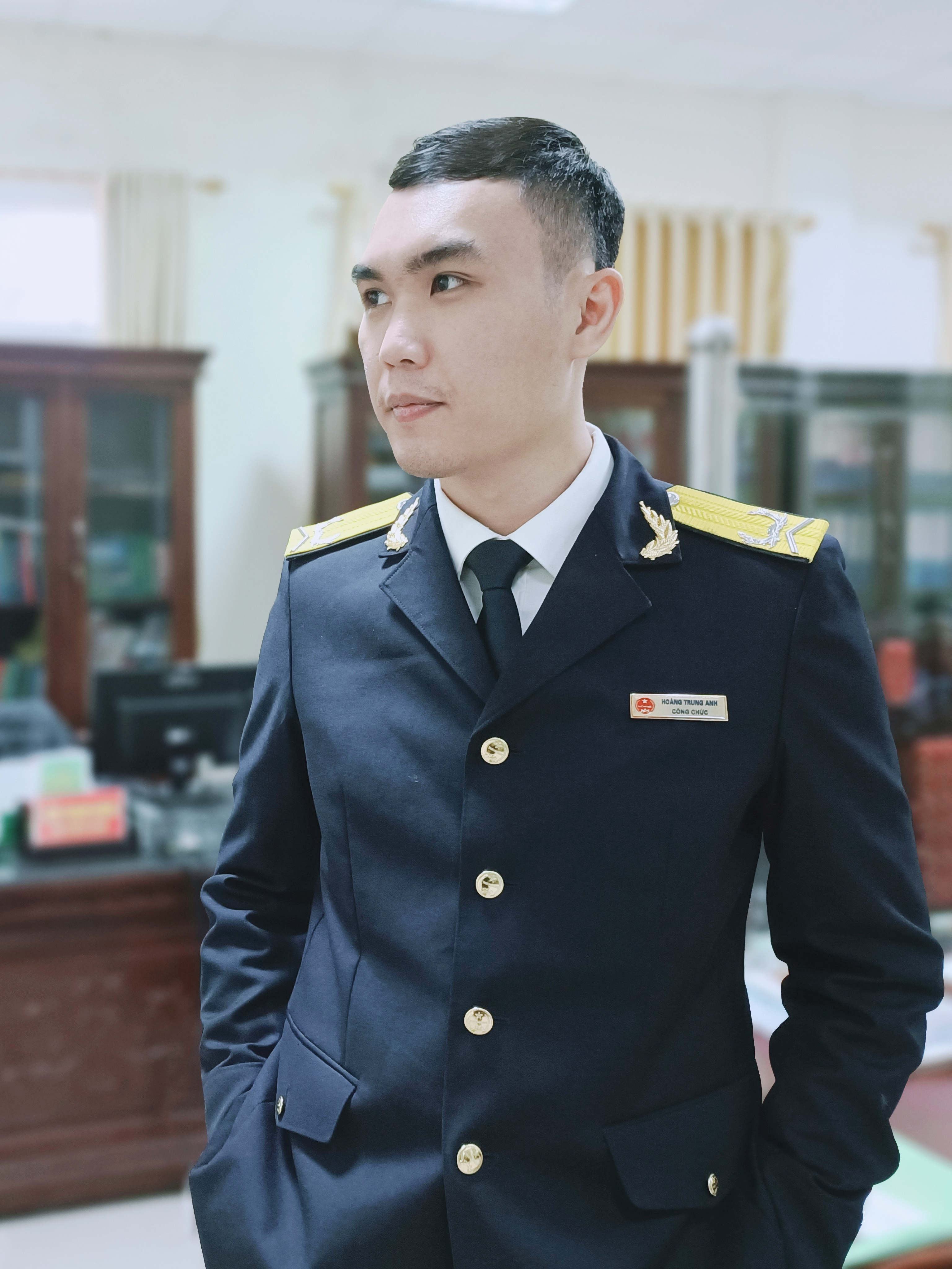
Đồng phục mùa đông ngành Thuế Việt Nam

Đồng phục thu đông ngành thuế bao gồm áo vest xanh đen bên ngoài, có đai để gắn cấp hiệu trên vai, cổ cáo vest có nút khuy để gắn cành tùng cổ áo, ngực áo có nút khuy để gắn biển tên, bên trong vest có áo sơ mi dài tay trắng và cà vạt màu xanh đen có in phù hiệu thuế nhà nước ở phần mũi của cà vạt, quần dài nam màu xanh đen dành cho nam và quần dài xanh đen, chân váy xanh đen cho nữ, đi kèm mũ kepi nam màu xanh đen và mũ mềm nữ màu xanh đen; Cúc của áo vest có màu vàng dập nổi hình phù hiệu ngành Thuế 

### Lễ phục
Lễ phục ngành thuế là trang phục dùng để mặc trong những sự kiện lớn, những hội nghị, hội thảo, ngành lễ, kỷ niệm lớn... theo quy định của lãnh đạo cơ quan Thuế, lễ phục được chia ra thành lễ phục hè thu và lễ phục thu đông

#### Lễ phục hè thu
Lễ phục hè thu ngành thuế bao gồm áo ngắn tay vải thô màu trắng sữa, cổ chữ W có nút khuy để gắn cành tùng cổ áo, ngực áo có túi chữ T và có nút khuy để cài biển tên, cúc áo có màu vàng dập nổi hình phù hiệu ngành Thuế, quần dài nam màu trắng sữa, quần dài nữ và chân váy nữ màu trắng sữa, đi kèm với mũ kepi nam màu trắng sữa, mũ mềm nữ màu trắng sữa

#### Lễ phục thu đông

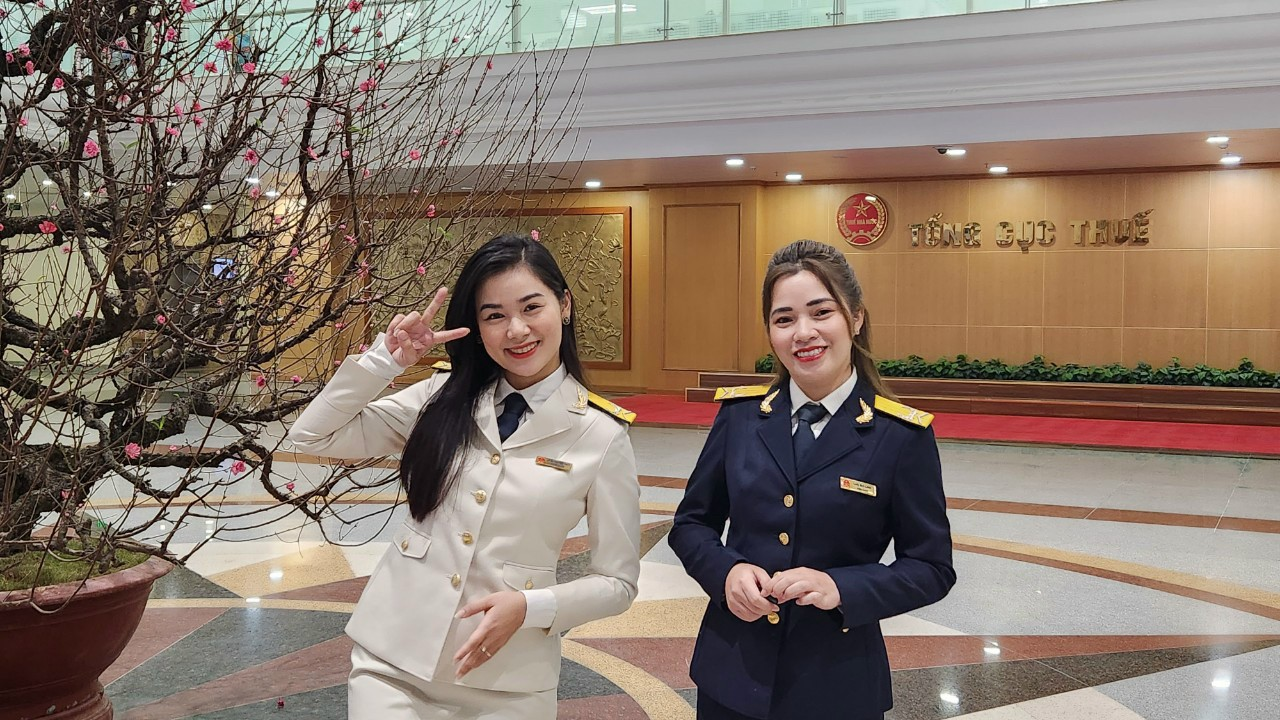
Lễ phục mùa đông nữ (trái) và đồng phục nữ mùa đông (phải) ngành Thuế Việt Nam

Lễ phục thu đông ngành thuế bao gồm áo vest màu trắng sữa, bên trong mặc sơ mi trắng dài tay với cà vạt màu tím than có in hình phù hiệu thuế ở đầu nhọn, ngực áo vest có túi chữ t và có nút khuy để cài biển tên, cúc áo có màu vàng dập nổi hình phù hiệu ngành Thuế, quần dài nam màu trắng sữa, quần dài nữ và chân váy nữ màu trắng sữa, đi kèm với mũ kepi nam màu trắng sữa, mũ mềm nữ màu trắng sữa

## Phụ kiện trang phục ngành Thuế Việt Nam
Phụ kiện trang phục ngành Thuế Việt Nam bao gồm các phụ kiện được cấp phát đi kèm để sử dụng cùng với trang phục ngành thuế, những phụ kiện của ngành thuế được sản xuất tại công ty cổ phần 26, Tổng Cục Hậu Cần, Bộ Quốc Phòng; những phụ kiện ngành Thuế bao gồm:

### Biển tên công chức Thuế

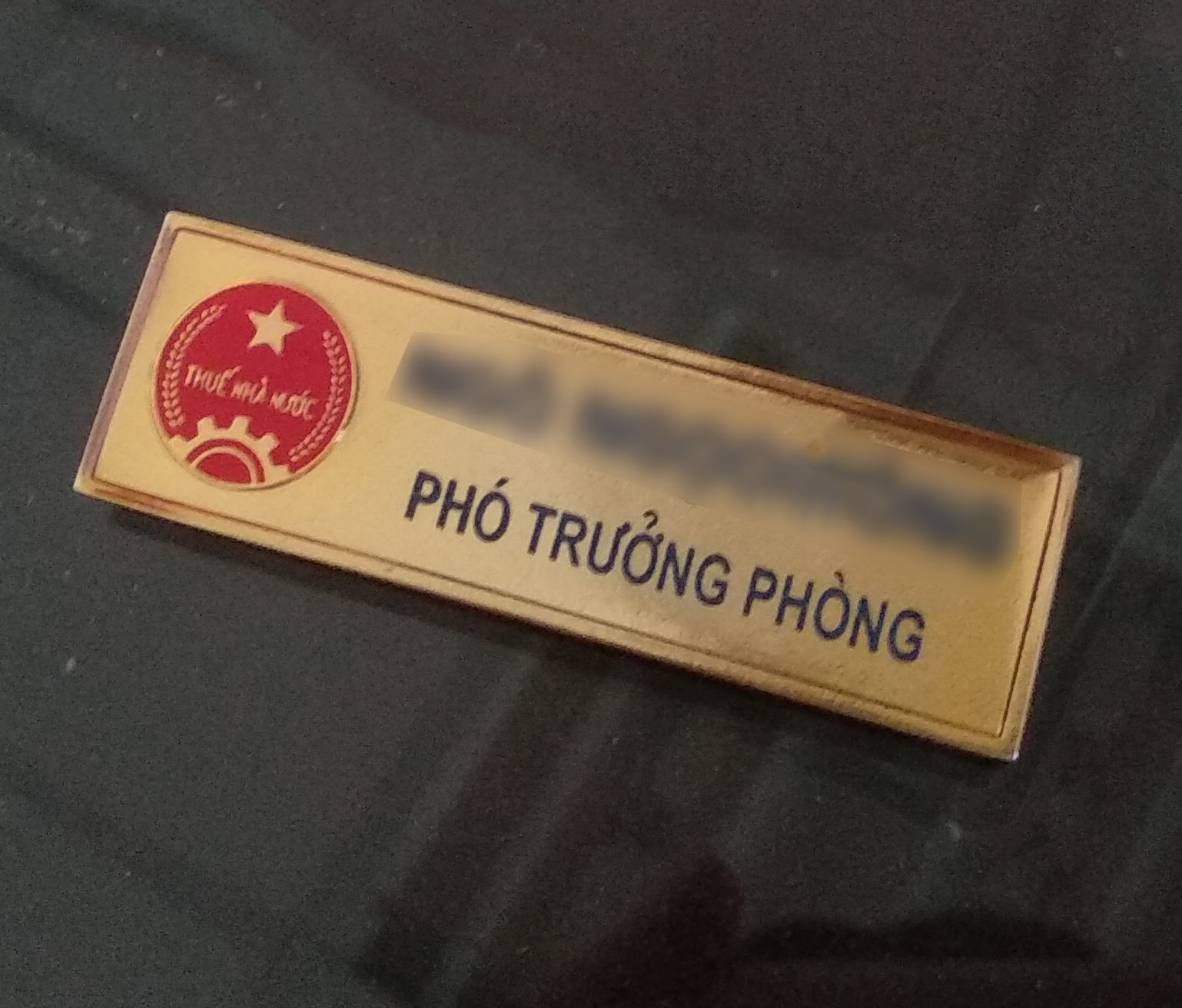
Biển tên công chức ngành Thuế chức vụ phó phòng (đã che tên)

Biển tên công chức thuế làm bằng kim loại mạ vàng, chữ màu xanh đen, có lớp nhựa bóng phủ nổi trên bề mặt, có kim băng ở mặt sau để cài áo; Biển tên bao gồm phù hiệu ngành thuế, tên công chức và chức vụ của công chức

### Cành tùng cài cổ áo
Cành tùng cài cổ áo làm bằng kim loại mạ vàng, có thanh vít và ốc vít để gắn và vít chặt vào cổ áo; Cành tùng mạ vàng sử dụng để gắn trên áo vest thu đông và áo lễ phục xuân hè, lễ phục thu đông. Kiểu dáng của cành tùng cài cổ áo ngành Thuế giống với cành tùng cài cổ áo của sĩ quan công an nhân dân cấp tá trước năm 2015

### Phù hiệu ngành Thuế
Phù hiệu ngành Thuế được cấp phát để gắn trên mũ kepi nam và mũ mềm cho nữ, phù hiệu gắn mũ mềm cho nữ có kích thước nhỏ hơn cho nam

### Mũ kepi nam và mũ mềm nữ ngành Thuế

#### Mũ kepi nam

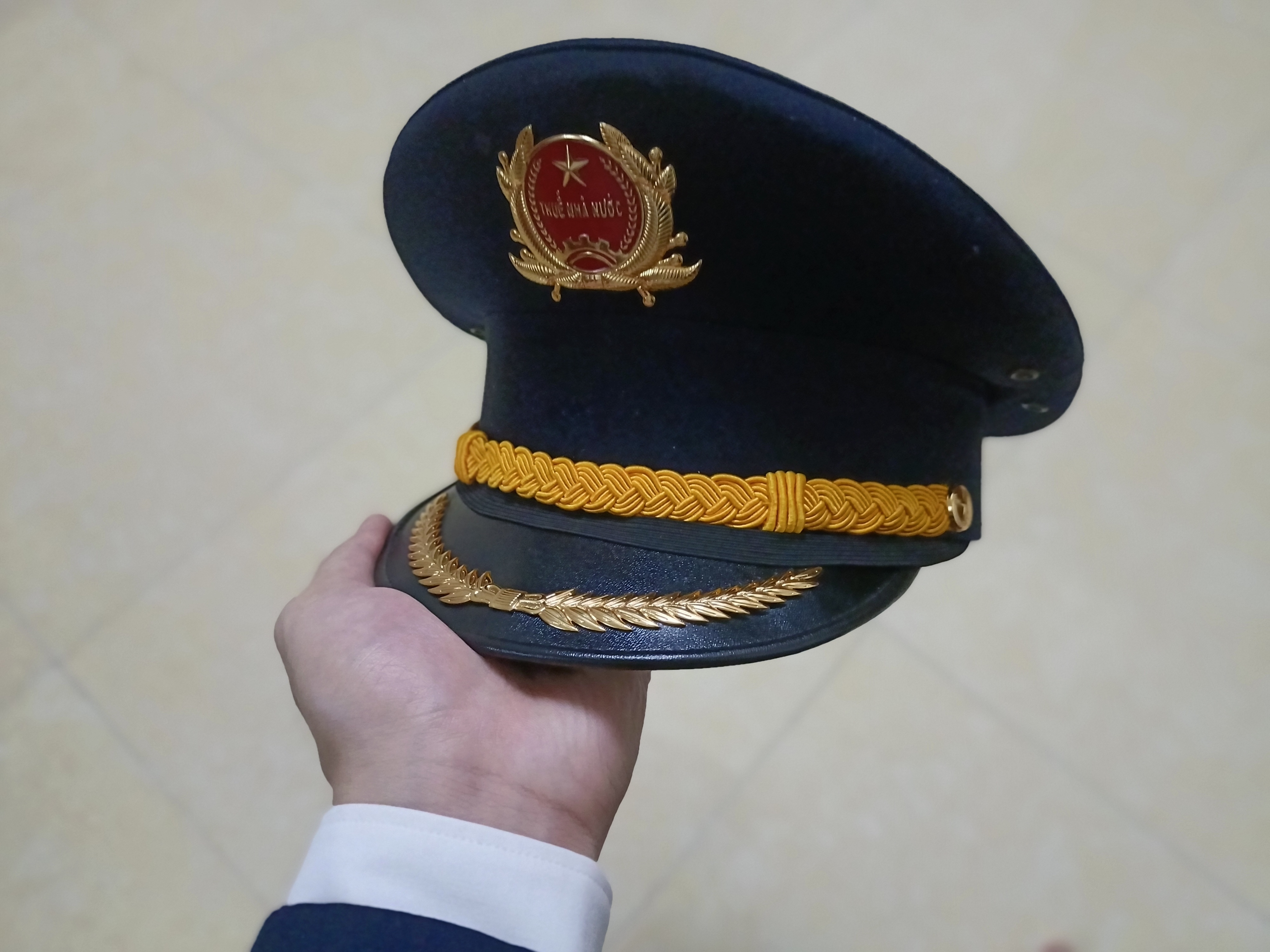
Mũ kepi nam ngành Thuế

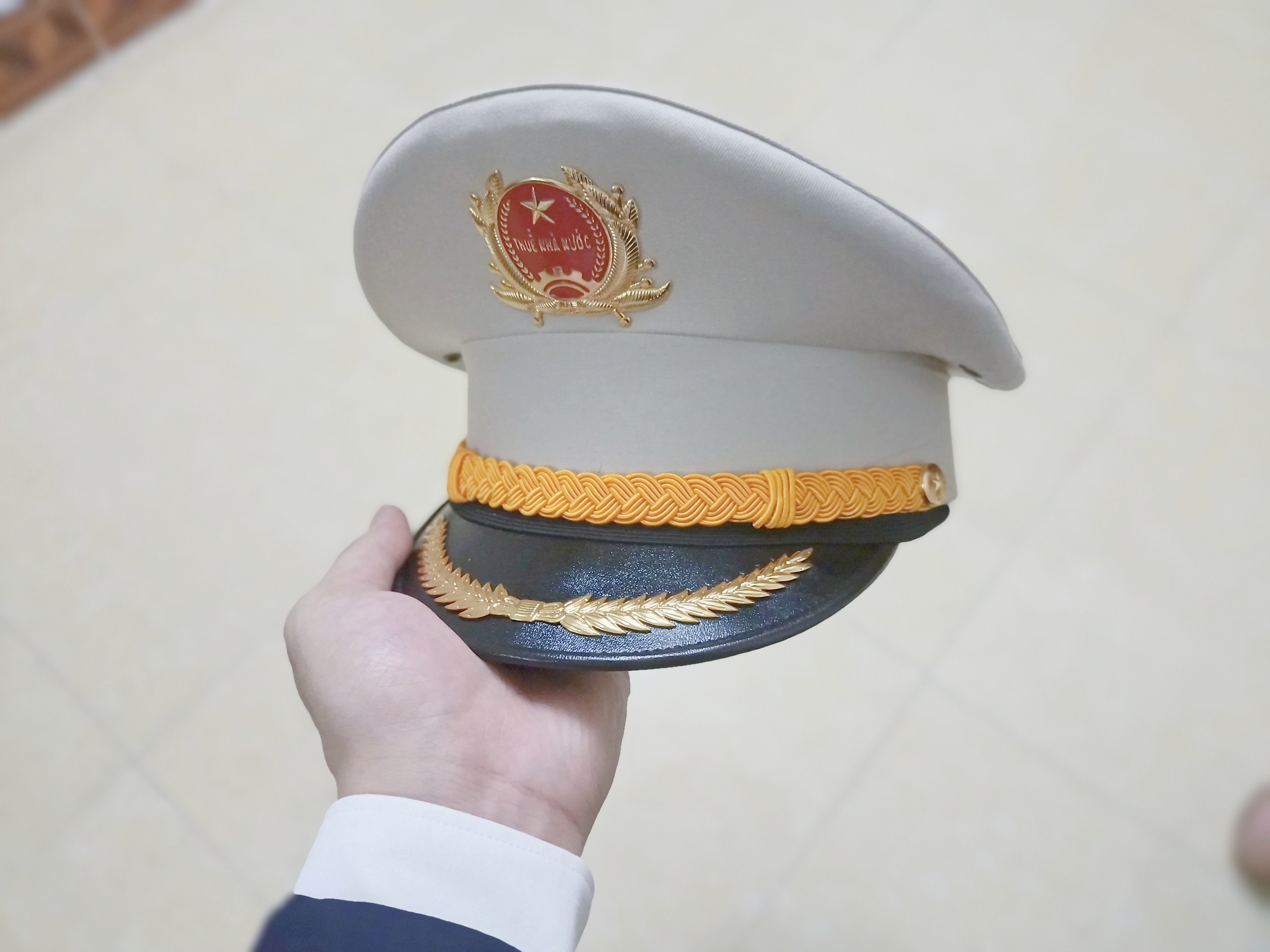
Mũ kepi lễ phục nam ngành Thuế

Mũ kepi nam cho công chức ngành Thuế có màu xanh đen, hai bên có lỗ thoáng khí, phía trước có gắn phù hiệu thuế, phần lưỡi chai màu đen làm bằng da có gắn hai cành tùng vàng đối xứng, phần thân mũ có dải dây màu vàng cam được gắn vào mũ bằng cúc cấp hiệu mạ vàng; Mũ kepi lễ phục có kết cấu như mũ kepi thường ngoại trừ có tông màu trắng sữa. Phần lưỡi chai có cài dây đeo màu đen, làm bằng chất liệu thun co dãn

#### Mũ mềm nữ

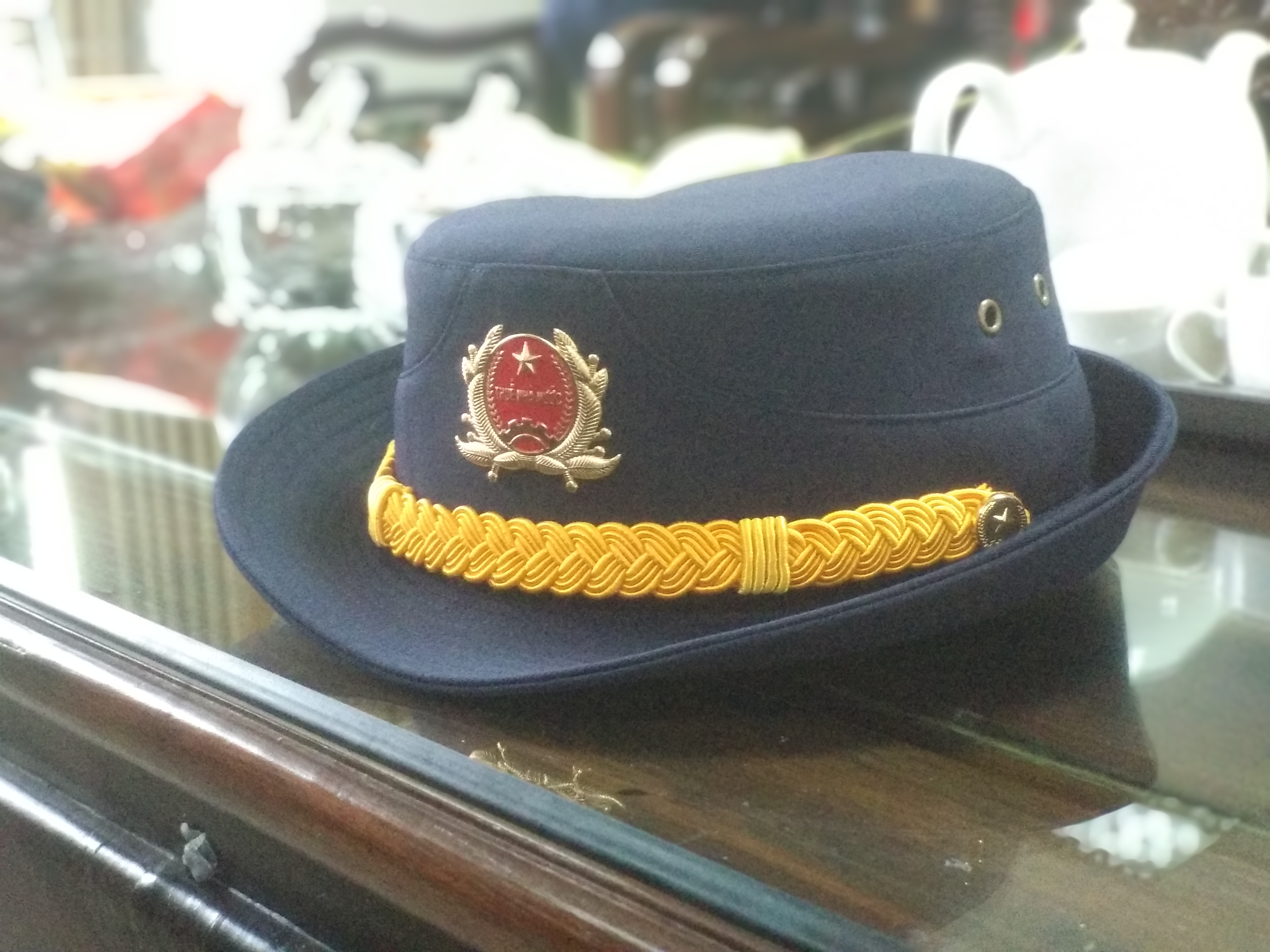
Mũ mềm nữ

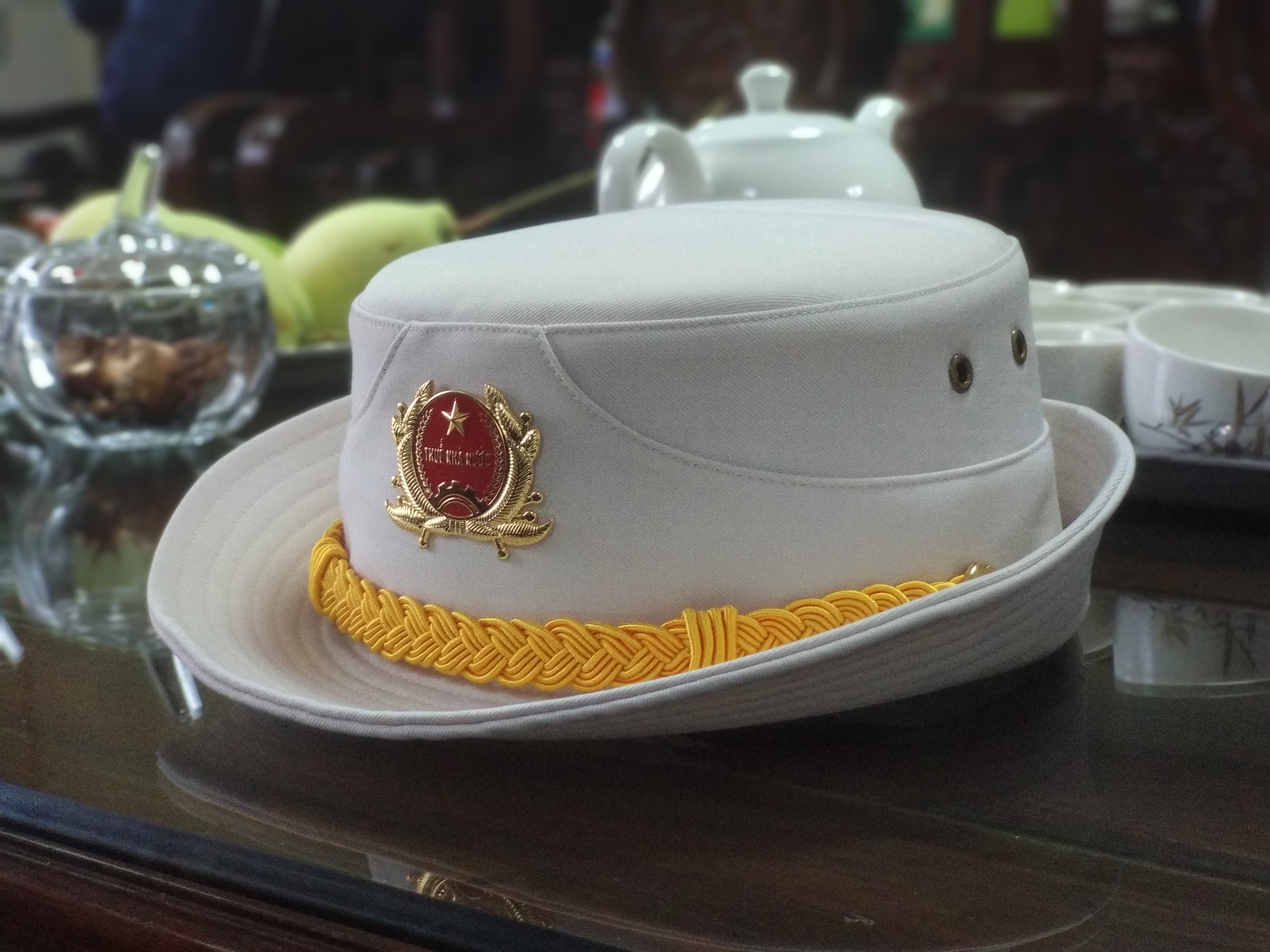
Mũ mềm lễ phục nữ ngành Thuế

Mũ mềm nữ cho công chức ngành Thuế có màu xanh đen, phía trước có gắn phù hiệu thuế, hai bên có lỗ thoáng khí, phần thân mũ có dải dây màu vàng cam được gắn vào mũ bằng cúc cấp hiệu mạ vàng; Mũ mềm lễ phục có kết cấu như mũ mềm thường ngoại trừ có tông màu trắng sữa

### Thắt lưng
Thắt lưng ngành thuế có chất liệu bằng da ( hoặc giống da ) màu đen, mặt thắt lưng mạ màu vàng có phù hiệu ngành thuế dập nổi

#### Giày da
Giày da cho công chức Thuế có màu đen, thấp cổ, có buộc dây, giày da cho nữ có đế cao gót, sử dụng cho thường phục hè thu, thu đông và lễ phục hè thu, thu đông.

## Nguyên tắc khi mang, mặc trang phục ngành Thuế
Nguyên tắc khi mang, mặc trang phục ngành Thuế được quy định trong quyết định số 1054/QĐ-TCT ngày 01 tháng 7 năm 2021 về việc quy định về quản lý sử dụng trang phục và thẻ của ngành Thuế, theo đó công chức thuế phải sử dụng trang phục đồng bộ, thống nhất theo quy định; Khi sử dụng phải gọn gàng, sạch sẽ, là phẳng, cài đủ cúc, khóa, phải sơ vin áo sơ mi trong quần, không đeo che mặt hay găng tay, khẩu trang (trừ trường hợp đang làm nhiệm vụ được chỉ định), không sử dụng trang sức hoặc phụ kiện làm hỏng kết cấu trang phục thuế, gây phản cảm hoặc trái với thuần phong mỹ tục; Nghiêm cấm viết vẽ bậy lên trang phục; Nghiêm cấm sử dụng trang phục thuế cho mục đích cá nhân, không đúng thẩm quyền, không đúng quy định, hoặc dùng trang phục thuế khi không làm nhiệm vụ. Nghiêm cấm chuyển trang phục cho cá nhân, tổ chức ngoài ngành Thuế ( mua, bán, cho, tặng); Công chức xin thôi việc, hoặc bị kỷ luật thì cơ quan chủ quản phải có trách nhiệm thu hồi trang phục, biển tên, cấp hiệu, cành tùng, mũ kepi nam/ mũ mềm nữ đã cấp.